# Hermanarico
Hermanarico (¿265?-375) fue un rey godo de los greutungos del siglo IV.

## Vida
Hermanarico gobernó del año 340 al 385. Jordanes, en su libro De origine actibusque Getarum, indica que fue hijo y sucesor de Aquiulfo. Su carácter histórico no deriva de ser mencionado por Jordanes, sino por ser citado como rey por fuentes romanas contemporáneas. Así, Amiano Marcelino indica en su Res Gestarum que fue un rey greutungo, el pueblo del cual los ostrogodos eran descendientes directos. Según Amiano, Hermanarico era «uno de los reyes más belicosos» y «gobernaba unas amplias y fértiles regiones».
Según Jordanes en su Getica, Hermanarico gobernó un extenso reino cuyo núcleo estaba en la actual Ucrania. En el nordeste incluía el país de los fineses, que habitaba en las llanuras del Oká y del Volga, en el noroeste al país de los eslavos, hasta el área de la fuente del Dniéster, el Vístula y el Daugava. Al este del Don tenía a los alanos como vecinos y al oeste del Dniéster a los tervingios. Sin embargo, otros autores ponen en duda la existencia de tal reino y consideran que solamente gobernó a los tervingios, ya que se carece de fuentes que avalen el relato tardío de Jordanes. En cualquier caso, el reino de Hermanarico, aunque extenso, no se podía comparar en ningún modo con el Imperio romano, pues se trataría de una confederación laxa de tribus de origen sármata y gépido, sometidas por la fuerza.
Alrededor del 370 aparecieron en las fronteras ostrogodas los primeros jinetes hunos. Los ostrogodos luchaban de forma parecida, pero al final siempre salían derrotados en todas las escaramuzas. Desde entonces hasta 375, los hunos provocaron un baño de sangre en el país, Gothiscandza que fue prácticamente desintegrado como tal. Ya anciano, herido y abatido por la desaparición de su reino, Hermanarico se suicidó. Le sucedió Vitimiro, un miembro de su familia. Tras su muerte, los ostrogodos y visigodos se separaron definitivamente.
Hermanarico mandó ajusticiar a su esposa Sunilda, atándola a cuatro caballos que la desmembraron al tirar cada uno en una dirección, acusada de adulterio con el hijo del rey Randver.